# إذاعة دلتا

إذاعة دلتا

إذاعة إذاعة دلتا هي اذاعة لبنانية تبث من بيروت. تبث على موجاتها العديد من البرامج والمنوعات التعليمية والترفيهية والغنائية إضافة إلي بثها لأهم الأنباء والتحليلات الإخبارية.

## موجاتها
- تبث في لبنان على الموجتين 102.5 أف أم.
- تبث في جنوب لبنان على الموجة 102.0 أف أم.
- تبث على الإنترنت على موقع لبث الحي.